# Sabas Olaizola
Sabas Olaizola (Belén, Salto, 5 de diciembre de 1894 - Montevideo, 1974) fue un maestro uruguayo que llevó adelante su experiencia en la Escuela Experimental de Las Piedras. 

## Biografía
Sus padres fueron Pedro M. Olaizola y Joaquina Sosa y obtuvo sus primeros conocimientos en el Instituto Normal de Varones.
Fue un educador inspirado por el método de Ovidio Decroly, por esta razón se enmarca dentro de la Escuela Nueva al igual que Julio Castro, Clemente Estable, Agustín Ferreiro, entre otros.
En 1937,  Olaizola fue invitado por el gobierno de Venezuela como asesor técnico de las escuelas Experimentales. Fundó dos escuelas en Caracas: la José Gervasio Artigas en Catia y la Experimental Venezuela en Los Caobos.